# Luis Pérez Romero
Luis Pérez Romero (Madrid, 25 de desembre de 1980) és un ciclista espanyol, ja retirat, que fou professional del 2004 al 2007. En el seu palmarès destaca una victòria d'etapa a la Volta a Catalunya de 2006 i la general de la Volta a Chihuahua del mateix any.

## Palmarès
- 2000
  - 1r a la Oñati Saria
- 2003
  - 1r al GP Macario
  - Vencedor d'una etapa de la Volta a Navarra
- 2006
  - 1r a la Volta a Chihuahua i vencedor de 2 etapes
  - Vencedor d'una etapa de la Volta a Catalunya